# غافين آرثر
غافين آرثر (بالإنجليزية: Gavin Arthur)‏ هو أمين سر أمريكي، ولد في 21 مارس 1901، وتوفي في 28 أبريل 1972.